# Boa Vista do Tupim
Boa Vista do Tupim es un municipio brasileño del estado de Bahía. Su población estimada en 2004 era de 19.048 habitantes.

## Historia
El área de la chapada diamantina, que hoy forman parte de Boa Vista do Tupim y municipios próximos, era habitada por indios de la tribu Maracás, que fueron expulsados de su territorio alrededor del siglo XVII, cuando fue iniciada la penetración de los exploradores en la región, en busca de oro. A partir de ahí, se establecieron las primeras parcelas y las rutas para la Sierra del Orobó, donde se iniciaba la explotación aurífera. El distrito fue creado con la denominación de Boa Vista, por la ley municipal n.º 47, de 04-10-1920, aprobada por la ley estatal n.º 1470, de 16-05-1921, subordinado al municipio de Itaberaba.

## Geografía
Boa Vista do Tupim está localizado en el Piemonte Oriental de la Chapada Diamantina. Su área es de 2.629,822 km². Es bordeado por los ríos Tupim, Paraguaçu y por el arroyo Canoa de los Pozos. 